# Hisashi Igawa
Hisashi Igawa (井川 比佐志 Igawa Hisashi?, n. 17 noiembrie 1936, Mukden⁠(d), Fengtien⁠(d), Manciukuo) este un actor japonez, cunoscut pentru colaborarea cu cineastul Akira Kurosawa.

## Biografie
Hisashi Igawa s-a născut în Manciukuo în 1932 și s-a mutat în Japonia abia la vârsta de 10 ani. A studiat actoria la școala companiei teatrale Haiyu-za, în cadrul căreia juca Yoshio Tsuchiya. A debutat în 1957 în filmul Junai monogatari al lui Tadashi Imai și a colaborat frecvent cu regizorul Masaki Kobayashi, care l-a distribuit în filmele sale. El a jucat în 1969 în reprezentarea scenică a piesei suprarealiste The Man Who Turned Into A Stick a lui Abe Kōbō.
A apărut mai târziu în mai multe filme ale lui Akira Kurosawa precum Dodes'ka-den (1970), Ran (1985) și Madadayo (1993). Unul dintre cele mai cunoscute roluri este cel al bețivului Masuda din Dodes'ka-den, care își schimbă soția cu bețivul Kawaguchi. A devenit ulterior unui dintre actorii obișnuiți ai lui Kurosawa începând cu filmul Ran (1985) și a interpretat rolul fiului egoist în Rapsodie în august (1991) și rolul unui fost student al profesorului Uchida în Madadayo (1993). A apărut inclusiv în filmul Ame agaru (1999), realizat după scenariul cineastului.
Igawa a câștigat premiul Kinema Jumpo pentru cel mai bun actor în 1970 pentru interpretarea sa din filmele Kazoku al lui Yoji Yamada și Dodes'ka-den al lui Kurosawa.

## Filmografie selectivă

### Filme de cinema
- 1957: Ikiteiru koheiji
- 1959: Ningen no jôken - Masui Ittôhei
- 1961: Kaoyaku akatsukini shisu
- 1962: Ao beka monogatari
- 1962: Otoshiana - miner / Otsuka
- 1962: Harakiri (Seppuku), regizat de Masaki Kobayashi
- 1963: Shiro to kuro - Wakida
- 1964: Sanbiki no samurai
- 1965: Kiri no hata - omul din barcă
- 1966: Gohiki no shinshi
- 1966: Gan
- 1966: Tanin no kao - bărbatul cu aluniță
- 1966: Zatôichi umi o wataru - Eigoro
- 1966: Ichiman sanzennin - Mamoru
- 1967: Wakamono tachi - Sakurai
- 1967: Soshiki bôryoku
- 1967: Nihon no ichiban nagai hi - lt. Kempeitai[11]
- 1969: Goyôkin - Takeuchi Shinjiro
- 1970: Buraikan, regizat de Masahiro Shinoda - Mizuno
- 1970: C'est dur d'être un homme : Tora-san est nostalgique (男はつらいよ 望郷篇 Otoko wa tsurai yo: Bōkyō hen?), regizat de Yōji Yamada - Tsuyoshi Kimura
- 1970: Tora! Tora! Tora! - lt. Mitsuo Matsuzaki, pilotul comandantului Fuchida[12]
- 1970: Tenkan no abarembo
- 1970: Kazoku
- 1970: Dodes'ka-den (どですかでん Dodesukaden?), regizat de Akira Kurosawa - bețivul Masuo Masuda (îmbrăcat în galben)[5]
- 1971: Shussho Iwai - narator
- 1972: Seifuku no Mune no Kokoniwa - prof. Kotani
- 1972: Shinobugawa - fratele mai mare al lui Tetsuro
- 1972: Samâ sorujâ - Ota
- 1972: Furusato - Seiichi Ishizaki
- 1974: Shiawase
- 1975: Seishun no mon
- 1975: Waga seishun no toki - Kinoshita
- 1975: Oni no uta
- 1975: Dômyaku rettô - Akashi
- 1974: Les Fossiles (Kaseki), regizat de Masaki Kobayashi - Funazu
- 1975: Harakara
- 1976: Fumô chitai
- 1977: Kuroki Taro no ai to bôken
- 1977: Yatsuhaka-mura - Kanji
- 1978: Toi ippon no michi
- 1978: Sonezaki shinju - Kyuemon
- 1979: Moeru aki
- 1979: Yasha-ga-ike - tâmplarul
- 1979: Gassan (月山?), regizat de Tetsutaro Murano - Iwazo
- 1980: Tempyo no iraka
- 1981: Nihon Philharmonic Orchestra: Honoo no dai gogakusho
- 1981: Nihon no atsui hibi bôsatsu: Shimoyama jiken (Willful Murder), regizat de Kei Kumai - prizonier coreean
- 1982: Himeyuri no Tô - medicul militar Oka
- 1983: Konnichiwa Hânesu
- 1984: Chihei-sen - Minami
- 1985: Ran - Shuri Kurogane[6]
- 1985: Tampopo - fugarul
- 1986: Kataku no hito - Tsubono
- 1986: Uemura Naomi monogatari - Osamu Uemura
- 1986: Burakkubôdo - directorul adjunct
- 1986: Rokumeikan - Hida
- 1987: L'Actrice (映画女優 Eiga joyū?), regizat de Kon Ichikawa - Isoya
- 1987: Jirô monogatari
- 1987: Hachikō Monogatari (ハチ公物語 Hachikō Monogatari?), regizat de Seijirō Kōyama - Maekawa
- 1988: Teito monogatari - Ryokichi Tagami
- 1989: Rikyu - Soji
- 1990: Donmai
- 1990: Rêves (Yume), regizat de Akira Kurosawa - muncitor de la uzina nucleară[13]
- 1990: Jugatsu (3-4 x jûgatsu), regizat de Takeshi Kitano - Otomo, șeful bandei
- 1991: Kamigata Kugaizoshi
- 1991: Rhapsodie en août (Hachi-gatsu no kyôshikyoku), regizat de Akira Kurosawa - Tadao[14]
- 1991: Sensou to seishun - Yuta Hanafusa
- 1991: Nakibokuro - Junji Mizuta
- 1992: Gô-hime - Ieyasu Tokugawa
- 1992: Hikarigoke - procurorul
- 1992: Femme dans un enfer d'huile (女殺油地獄 Onna goroshi abura no jigoku?), regizat de Hideo Gosha
- 1993: Madadayo (Maadadayo), regizat de Akira Kurosawa - Takayama[7]
- 1993: Sono kido o tootte - Yoshizuka
- 1994: Shijûshichinin no shikaku - Magodayû Okuda
- 1995: Fukai kawa - Isobe[15]
- 1996: Kiri no shigosen - Yabe
- 1996: Yatsuhaka-mura - avocatul Suwa
- 1998: Sada: Gesaku • Abe Sada no shôgai - detectivul
- 1998: Yûjô - Friendship
- 1998: Bullet Ballet - Kudo
- 1999: Après la pluie (Ame agaru), regizat de Takashi Koizumi - Kihei Ishiyama[16]
- 2001: Le Chemin des lucioles (ホタル Hotaru?), regizat de Yasuo Furuhata - Yōji Fujieda
- 2001: Hotoke - Tetsuzo
- 2002: Amida-do dayori - tatăl lui Sayuri
- 2003: Sayonara, Kuro - Tokujiro Okouchi
- 2003: Keep on Rocking
- 2004: Han-ochi
- 2004: Warau Iemon
- 2005: 8-gatsu no Kurisumasu
- 2005: Otoko-tachi no Yamato - președintele
- 2006: Hakase no aishita sûshiki - administratorul
- 2006: Kenchô no hoshi- Kanji Shimizu
- 2006: Tannka
- 2007: Kitokito! - Yujiro
- 2008: Maboroshi no Yamataikoku - organizatorul decernării premiului Yoshikawa Eiji
- 2009: Beauty utsukushimono
- 2009: Tsurugidake: Ten no ki
- 2014: Haru wo seotte
- 2014: Higurashi no ki
- 2015: Kuchibiru ni uta wo
- 2016: Zoku Shinya shokudô

### Filme de televiziune
- 1995: Hiroshima, regizat de Koreyoshi Kurahara și Roger Spottiswoode

## Premii și distincții
- 1970: Premiul Kinema Junpo pentru cel mai bun actor pentru The Family și Dodeskaden[17]
- 1970: Premiul Mainichi pentru cel mai bun actor pentru interpretarea sa din Kazoku[18]
- 1972: Premiul Kinema Junpo pentru cel mai bun actor pentru The Long Darkness și Home from the Sea[19]
- 1985: Premiul Mainichi pentru cel mai bun actor în rol secundar pentru interpretările sale din Ran și Tampopo[20]
- 2002: Medalia de Onoare cu panglică purpurie
- 2008: Ordinul Soarelui Răsare, cl. a IV-a, raze de aur cu rozetă